# Special Assault Team

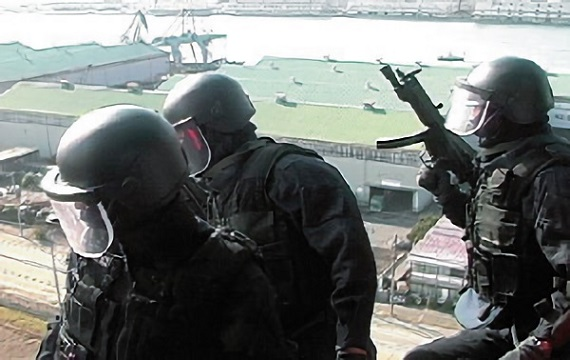
Soldados do SAT.

Special Assault Team (特殊急襲部隊, Tokushu Kyūshū Butai) é uma unidade de operações especiais antiterroristas do Japão, mais conhecida como "SAT" sigla de Special Assault Team (Equipe Especial de Assalto).